# Alfredo Guedes
Alfredo Guedes é um distrito do município brasileiro de Lençóis Paulista, no interior do estado de São Paulo.

## História

### Origem
Foi construída uma capela, que deu origem ao povoado, conhecida como Capela de Areia Branca (atual Igreja São Bom Jesus), cuja construção ficou a cargo dos jesuítas.
Após a saída dos religiosos, as terras foram loteadas e compradas por fazendeiros, com destaque para o café, havendo mais de 200 mil pés nas fazendas do entorno.

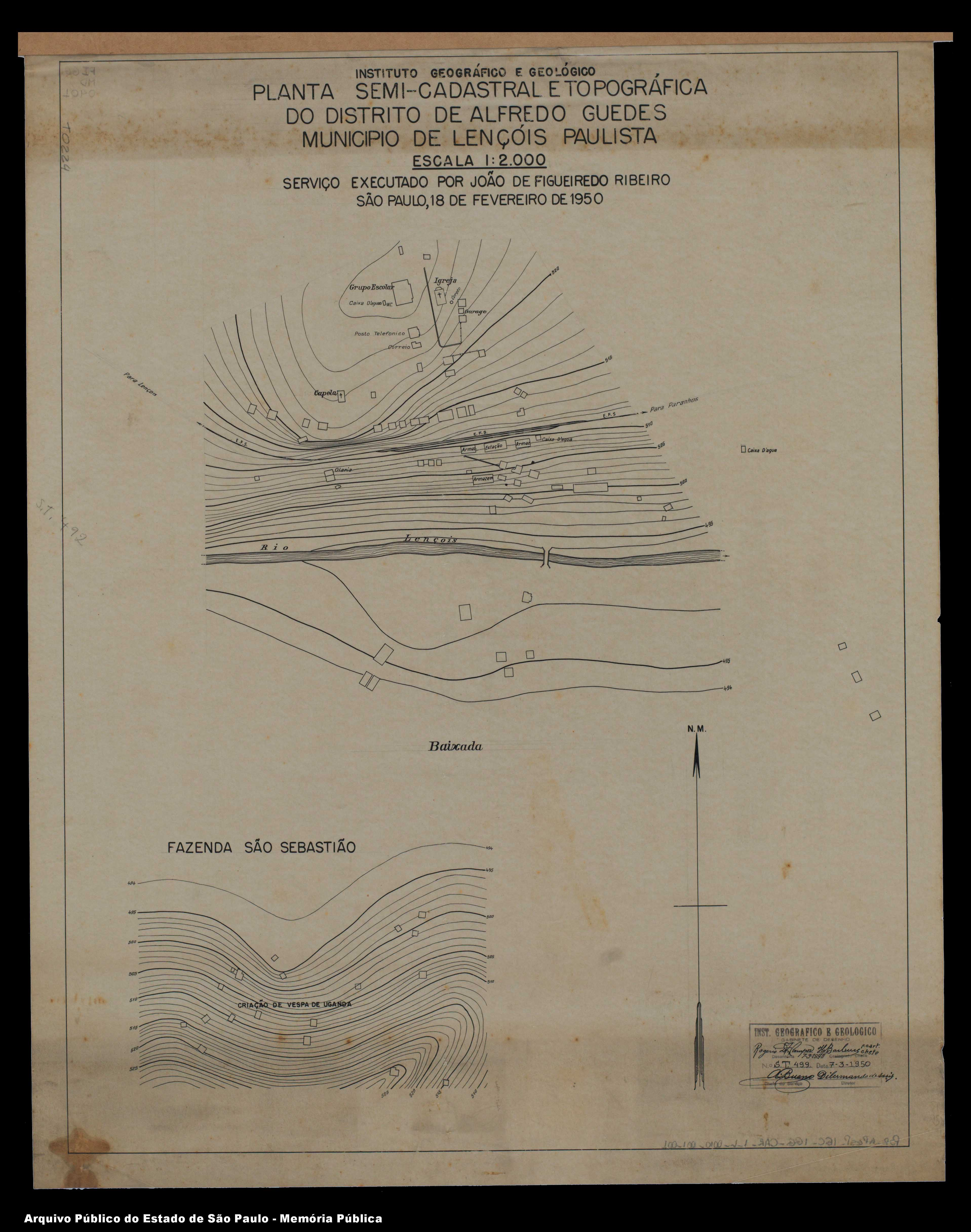
Planta da área urbana original.

O povoado de Areia Branca se desenvolveu ao redor da capela e também da estação ferroviária, inaugurada pela Estrada de Ferro Sorocabana em 07/09/1898.

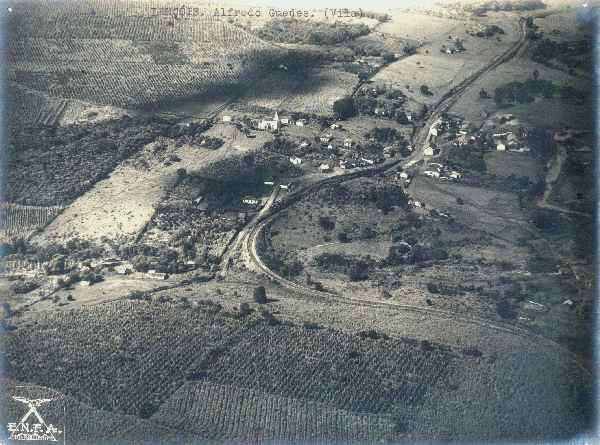
Vista aérea (década de 40).

Em 1918 o nome original Areia Branca, tirado de um córrego da região, foi alterado para o atual em homenagem a Alfredo Guedes de Sousa, advogado e político, irmão da socialite e mecenas Olívia Guedes Penteado, e que foi Secretário da Agricultura do Estado no final do século XIX e também deputado estadual.
Com o tempo foi erguida no local uma outra capela, a de São Benedito. Isso porque a capela de São Bom Jesus era focada na comunidade branca, assim a capela de São Benedito passou a atender a comunidade negra e os trabalhadores.
A tranquilidade da vila é quebrada anualmente em agosto, quando acontece uma festa religiosa que une as duas igrejas, a cultura e a gastronomia.

### Formação administrativa
- Distrito criado pelo Decreto nº 6.753 de 06/10/1934, com sede na povoação do mesmo nome e terras desmembradas do distrito sede de Lençóis Paulista[5].
- Distrito policial de Alfredo Guedes criado em 07/02/1936[6].

## Geografia

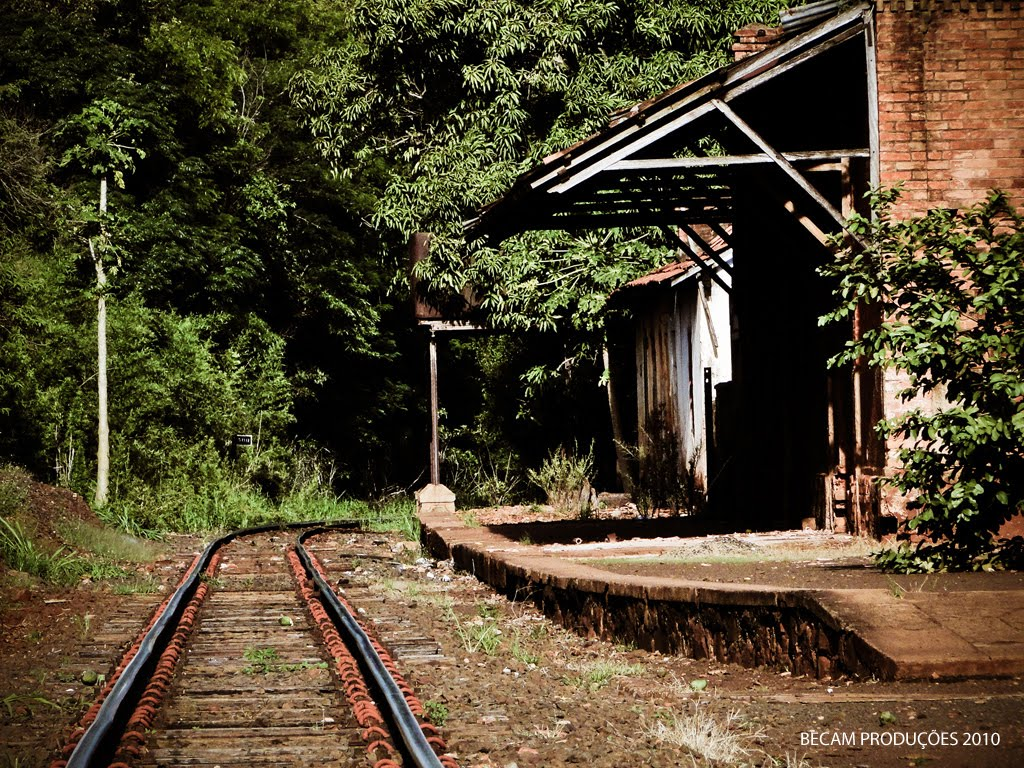
Estação ferroviária.

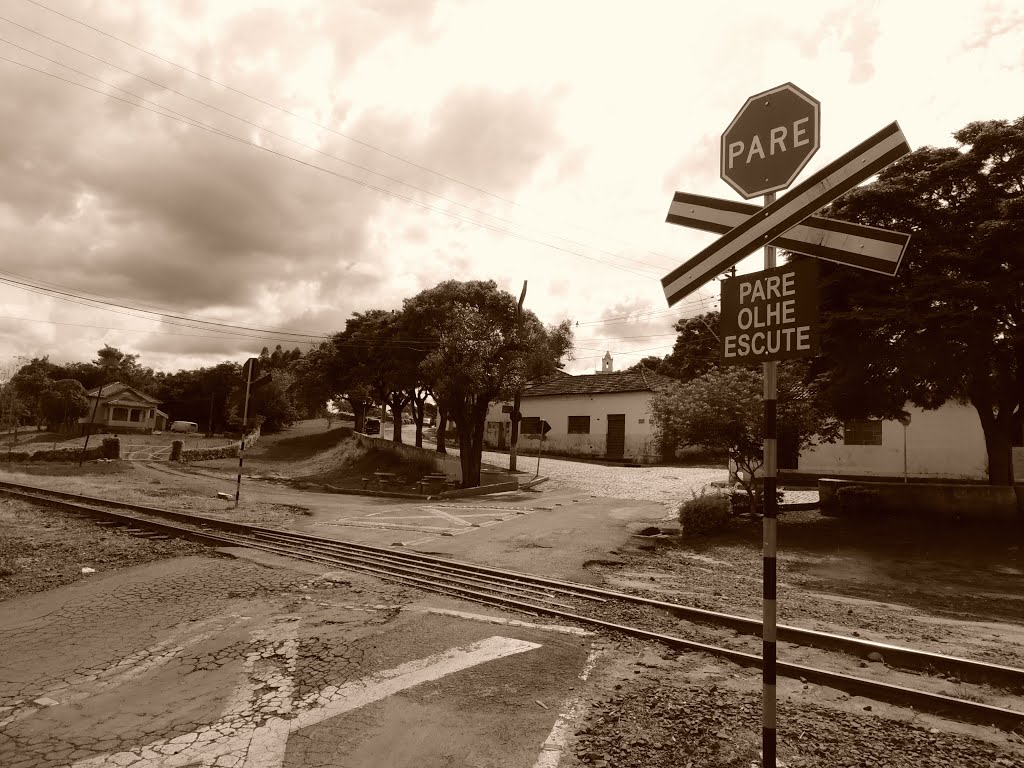
Passagem de nível.

### Demografia

#### População urbana
| Crescimento população urbana | Crescimento população urbana | Crescimento população urbana | Crescimento população urbana |
| Censo                        | Pop.                         |                              | %±                           |
| ---------------------------- | ---------------------------- | ---------------------------- | ---------------------------- |
| 1934                         | 319                          |                              |                              |
| 1940                         | 412                          |                              | 29,2%                        |
| 1950                         | 273                          |                              | −33,7%                       |
| 1960                         | 361                          |                              | 32,2%                        |
| 1970                         | 373                          |                              | 3,3%                         |
| 1980                         | 469                          |                              | 25,7%                        |
| 1991                         | 539                          |                              | 14,9%                        |
| 2000                         | 566                          |                              | 5,0%                         |
| 2010                         | 503                          |                              | −11,1%                       |
| Fonte: IBGE e Fundação SEADE |                              |                              |                              |

#### População total
Pelo Censo 2010 (IBGE) a população total do distrito era de 1 137 habitantes.

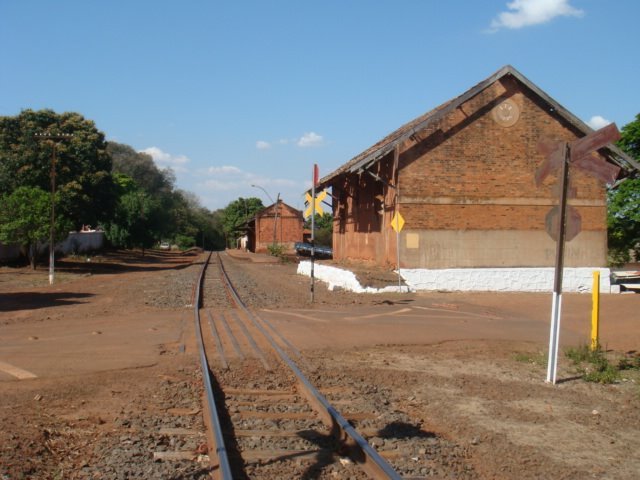
Passagem de nível e estação ferroviária.

### Área territorial
A área territorial do distrito é de 162,884 km².

### Rodovias
O principal acesso a Alfredo Guedes é a estrada vicinal que liga o distrito à Rodovia Marechal Rondon (SP-300).

### Ferrovias
Ramal de Bauru (Estrada de Ferro Sorocabana), sendo a ferrovia operada atualmente pela Rumo Malha Oeste.

## Serviços públicos
O distrito tem dois coretos em praças diferentes, escola, posto de saúde, rodoviária e biblioteca.

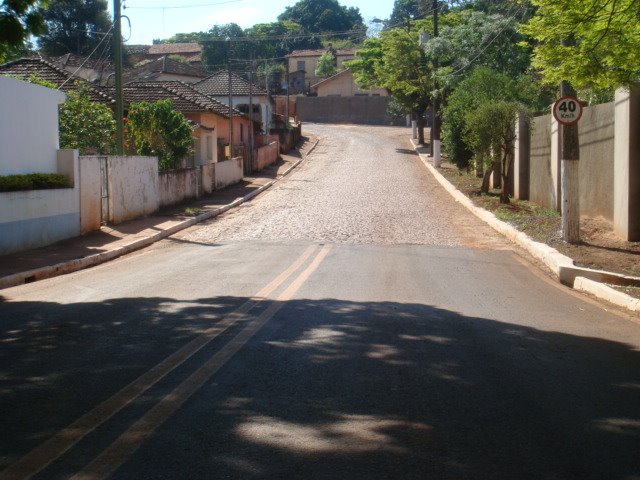
Aspecto local.

### Administração
- Secretaria de Administração da Vila de Alfredo Guedes[11].

### Registro civil
Atualmente é feito na sede do município, pois o Cartório de Registro Civil das Pessoas Naturais do distrito foi extinto pela Resolução nº 1 de 29/12/1971 do Tribunal de Justiça do Estado de São Paulo, e seu acervo foi recolhido ao cartório do distrito sede.

### Saneamento
O serviço de abastecimento de água é feito pelo Serviço Autônomo de Água e Esgotos de Lençóis Paulista (SAAE). 

### Energia
A responsável pelo abastecimento de energia elétrica é a CPFL Paulista, distribuidora do Grupo CPFL Energia.

### Telecomunicações
O distrito era atendido pela Telecomunicações de São Paulo (TELESP) através da central telefônica de Lençóis Paulista. Em 1998 esta empresa foi vendida para a Telefônica, que em 2012 adotou a marca Vivo para suas operações.

## Cultura

### Memorial Alfredo Guedes
O distrito de Alfredo Guedes guarda um tesouro histórico e cultural. O local, batizado de Memorial Alfredo Guedes, possui em seu acervo cerca de 400 peças, todas doadas pelos moradores da área rural e urbana do distrito e também por moradores de Lençóis Paulista.
O imóvel que abriga o Memorial possui uma tulha original com mais de 100 anos, e nela estão expostos instrumentos agrícolas, material de serralheria, lavoura, peneiras, instrumentos puxados por animais para arar a terra, roda de carroça, tonéis de conservação, embalagens, facão de roça, foice, balanças, todo material usado para a colheita, para acondicionamento e para trâmite comercial.

## Religião

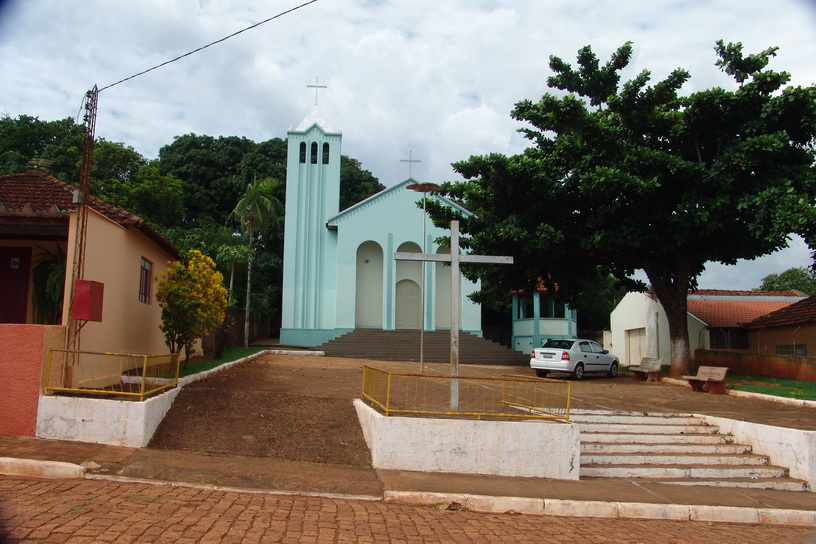
Capela São Benedito.

O Cristianismo se faz presente no distrito da seguinte forma:

### Igreja Católica
- A igreja faz parte da Arquidiocese de Botucatu[20].

### Igrejas Evangélicas
- Assembleia de Deus - O distrito possui congregação da Assembleia de Deus Ministério no Ipiranga.
- Congregação Cristã no Brasil[21].